# Самотеев, Нолий Петрович
Нолий Петрович Самотеев — советский хозяйственный и политический деятель.

## Биография
Родился в 1929 году на территории современной Ростовской области. Член КПСС.
Окончил Новочеркасский политехнический институт.
В 1952—1969 гг. — инженерный и руководящий работник в автодорожном строительстве в Саратовской области.
В 1969—1971 гг. — председатель Балаковского горисполкома.
В 1971—1991 гг. — начальник Саратовского областного производственного управления строительства и эксплуатации автомобильных дорог.
Заслуженный строитель РСФСР.
Умер в Саратове в 1998 году.

## Награды
- Орден Ленина (1981)
- Орден Октябрьской Революции (1976)
- Орден Трудового Красного Знамени (25.08.1971)
- Орден Знак Почёта (дважды)